# Roger Bambuck
Célicien Alexandre Roger Bambuck (Pointe-à-Pitre, 22 novembre 1945) è un ex velocista e politico francese.

## Biografia
Nato nel 1945 nel dipartimento francese d'oltremare di Guadalupa, a 19 anni non ancora compiuti partecipò ai Giochi olimpici del 1964 dove giunse ai quarti di finale della gara dei 100 metri piani.
Salì alla ribalta internazionale in occasione degli Europei del 1966 dove vinse l'oro nei 200 metri piani e nella staffetta 4×100 metri, mentre nei 100 m piani giunse secondo al fotofinish con lo stesso tempo (10"5) del polacco Wiesław Maniak, primo, e del connazionale Claude Piquemal, terzo.
Due anni dopo corse i 100 m piani in 10"0 eguagliando il record europeo di Armin Hary; ai Giochi olimpici di Città del Messico si classificò quinto nella finale dei 100 m e vinse la medaglia di bronzo nella staffetta veloce con i connazionali Gérard Fénouil, Jocelyn Delecour e Claude Piquemal stabilendo il nuovo primato europeo in 38"4.
Nel 1988 Bambuck è stato ministro della Gioventù e dello Sport nel governo presieduto da Michel Rocard.

## Palmarès
| Anno | Manifestazione  | Sede              | Evento      | Risultato        | Prestazione | Note                  |
| ---- | --------------- | ----------------- | ----------- | ---------------- | ----------- | --------------------- |
| 1964 | Giochi olimpici | Tokyo             | 100 m piani | Quarti di finale | 10"5        |                       |
| 1964 | Giochi olimpici | Tokyo             | 200 m piani | Semifinale       | 21"0        |                       |
| 1966 | Europei         | Budapest          | 100 m piani | Argento          | 10"5        |                       |
| 1966 | Europei         | Budapest          | 200 m piani | Oro              | 20"9        |                       |
| 1966 | Europei         | Budapest          | 4×100 m     | Oro              | 39"4        | Record dei campionati |
| 1968 | Giochi olimpici | Città del Messico | 100 m piani | 5º               | 10"1        |                       |
| 1968 | Giochi olimpici | Città del Messico | 200 m piani | 5º               | 20"5        |                       |
| 1968 | Giochi olimpici | Città del Messico | 4×100 m     | Bronzo           | 38"4        | Record europeo        |